# Ewigi Liebi

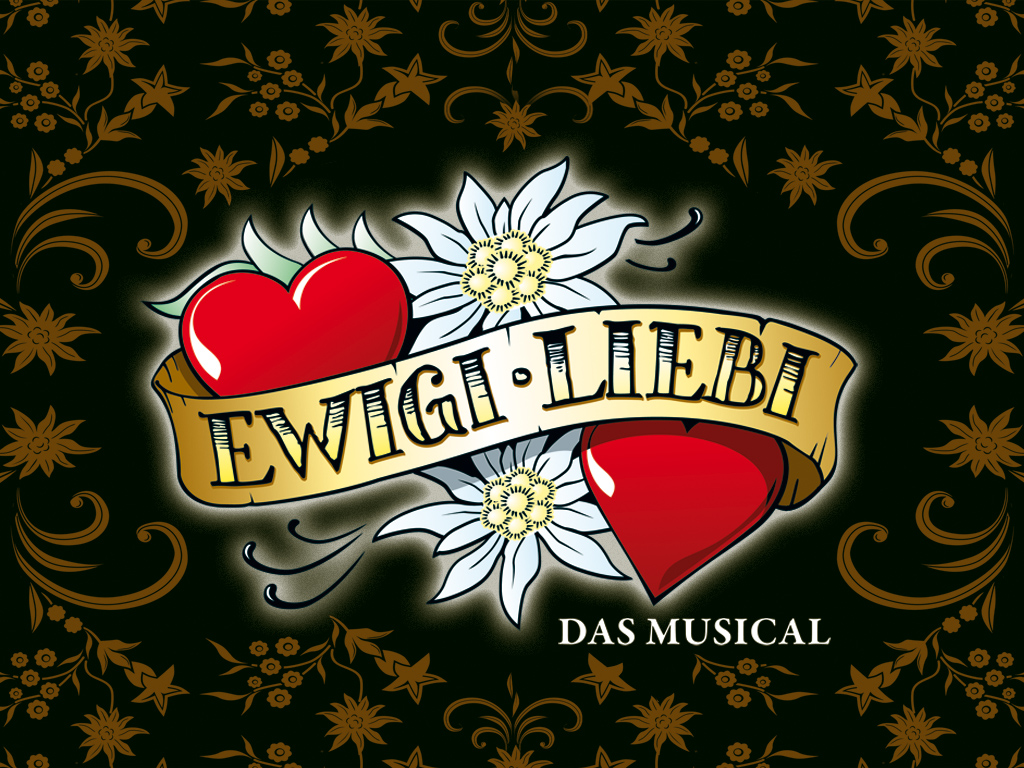
Logo

Ewigi Liebi war das erste Schweizer Compilation-Musical, welches vom Autor Roman Riklin geschrieben und von Dominik Flaschka (Künstlerische Leitung Theater am Hechtplatz, Mein Name ist Eugen (Musical), Monty Python’s Spamalot, Ost Side Story u. v. m.) in Szene gesetzt wurde. 14 Musicaldarstellerinnen und -darsteller präsentierten in Begleitung einer fünfköpfigen Liveband 42 Mundarthits. Gesamthaft beschäftigte die Produktion ein Team von etwa 100 Mitarbeitern. Die Songs sind mit einer Geschichte um Liebe, Verrat und Missverständnis kombiniert. Das Musical, in das die beiden Produzenten Darko Soolfrank und Guido Schilling rund vier Millionen Franken investierten, hatte am 13. September 2007 Uraufführung in der MAAG Halle in Zürich. Nach drei Spielsaisons feierte das Musical am 4. November 2010 in Bern seine Premiere. Es wurde in einem eigens für das Stück erbauten mobilen Theater mit 1000 Sitzplätzen aufgeführt. Ab März 2012 wurde das Musical nochmals in Zürich gespielt. Am 24. Juni 2012 ging die fünfjährige Spielzeit zu Ende. Zum 10-jährigen Jubiläum kam das Musical 2017 zurück auf die Bühne und feierte am 7. Dezember 2017 seine 1000. Vorstellung. Bis zum 21. Januar 2018, als der letzte Vorhang fiel, sahen insgesamt 720'000 Zuschauer die Show. Von der Musical-CD wurden bis zum Aufführungsende rund 60'000 Stück verkauft.

## Geschichte
Die Idee zum Stück und das Buch stammen vom Ostschweizer Roman Riklin, der auch die musikalische Leitung übernahm. Zwei Jahre arbeitete er am roten Faden, bis die Schweizer Mundartsongs mit der Geschichte verknüpft waren. Unterstützt wurde er von Regisseur Dominik Flaschka. Produziert haben «Ewigi Liebi» Darko Soolfrank und Guido Schilling, die bereits «Space Dream» in Baden und «Deep» und Mein Name ist Eugen (Musical) in Zürich auf die Bühne brachten.
Die Schweizer Bands unterstützten das Projekt «Ewigi Liebi». Alle angefragten Interpreten gaben die Zustimmung zur Verwendung ihrer Titel im Musical. Der Autor und musikalische Leiter des Musicals, Roman Riklin, arrangierte die Songs zum Teil neu, passte sie ans Musical an und fügte sie in die Geschichte ein.
Das Musical gelangte am 13. September 2007 zur Uraufführung. Im Dezember 2007 erreichte das Live-Album den Platz 3 der nationalen Albumcharts. Diese Platzierung gelang zuvor noch keinem Musicaltonträger in der Schweiz. Im Januar 2008 folgte ein Goldaward für 15‘000 verkaufte CDs.
Im April 2008 gewann Ewigi Liebi den Prix Walo als beliebteste Musical- und Theaterproduktion der Schweiz. Im Februar 2009 folgte ein Platinstatus für das Livealbum durch über 30‘000 verkaufte CDs. Im September 2009 startete das Hit-Musical in seine 3. Spielsaison. Und nach dem Erfolg in Zürich zog «Ewigi Liebi» 2010 nach Bern, wo die meisten Songs ihren Ursprung haben. Die Produzenten bauten für das Musical eine mobile Theaterhalle auf dem WankdorfCity-Areal.
Im März 2012 kehrte das Musical nach Zürich zurück und feierte am 24. Juni 2012 nach 906 Vorstellung seine Derniere. 650‘000 Zuschauer haben das Musical gesehen und es sind 60‘000 Tonträger verkauft worden. „Ewigi Liebi“ ist bis heute das erfolgreichste Schweizer Musical.
Zum 10-jährigen Jubiläum des Stücks kommt «Ewigi Liebi» im März 2017 für drei Monate zurück auf die Bühne der MAAG Halle. Autor Roman Riklin und Regisseur Dominik Flaschka haben sich für die Wiederaufnahme einige Neuerungen einfallen lassen. Es gibt neue Gags und auch den einen oder anderen neuen Song, ohne dass das Musical auf den Kopf gestellt wird.

## Handlung
Durch schicksalhafte Umstände treffen Dänu und Heidi, die in ihrer Jugend ein Liebespaar waren, fast dreissig Jahre später wieder aufeinander. Glücklich über die schicksalhafte Begegnung schwelgen sie in ihren Erinnerungen und lassen ihre Beziehung, die ein jähes Ende fand, Revue passieren. Ihre gemeinsame Geschichte begann zu der Zeit, als im Emmentaler Dorf Trueb die Gondelbahn eingeweiht wurde. Die Sennen und Bauern haben damals für dieses grosse Ereignis ein Fest mit Musik und Tanz organisiert. Auf diesem Fest haben sich die beiden nach der letzten Polka im Mondenschein zum ersten Mal geküsst. Je länger sie erzählen, desto mehr versinken sie in ihre Geschichte, die plötzlich zu leben beginnt. Die Murmelifamilie, die gerade einen Familienkrach austrägt (der Sohn will sich einen Tunnel ins Engadin graben und dort als Au-pair arbeiten), hört aufmerksam zu und kommentiert die Geschichte singend aus ihren Löchern. Intrigen und Missverständnisse, falscher Stolz und jugendlicher Übermut haben die Liebenden auseinandergebracht.
Viele Jahre später würden Dänu und Heidi das Rad der Zeit am liebsten zurückdrehen. Ein alter, merkwürdiger Mann landet mit einem verrosteten Gondeli auf dem Schrottplatz und bietet Dänu die Möglichkeit, damit in die Vergangenheit zu reisen. Dort soll er versuchen, die unglückliche Liebesgeschichte zum Guten zu wenden.

## Songliste
| Titel                       | Originalinterpret            | bei «Ewigi Liebi» gesungen von                                          |
| --------------------------- | ---------------------------- | ----------------------------------------------------------------------- |
| Lueget, vo Berg und Tal     | Traditionell                 | Murmelis                                                                |
| Alperose                    | Polo Hofer                   | Heidi (heute) und Dänu                                                  |
| Daneli vom Trueb            | Florian Ast                  | Ferdinand, Hanspeter, Sabe, Hene, Bert Gret                             |
| Ängu                        | Florian Ast                  | Heidi (damals) und Daneli, Murmelis                                     |
| Bluemeweg                   | Min King                     | Hanspeter                                                               |
| Oh, läck du mir             | Trio Eugster                 | Baschti, Guschti, Martha                                                |
| Schwan                      | Gölä                         | Daneli, Ferdinand, Hanspeter, Sabe, Hene, Bert, Grete                   |
| Teddybär                    | Polo Hofer                   | Ferdinand und Daneli, Heidi (damals), Hanspeter, Sabe, Hene, Bert, Gret |
| Scharlachrot                | Patent Ochsner               | Heidi (damals), Daneli, Ferdinand, Hanspeter, Sabe, Hene, Bert, Gret    |
| En Kafi mit Schnaps         | Trio Eugster                 | Baschti, Guschti, Martha                                                |
| Jung verdammt               | Lo & Leduc                   | Daneli, Ferdinand, Heidi (damals), Hanspeter, Sabe, Bert, Gret          |
| 7:7                         | Züri West                    | Daneli                                                                  |
| Ewigi Liäbi                 | Mash                         | Heidi (damals) und Daneli                                               |
| Summer 68                   | Polo Hofer                   | Heidi (heute) und Dänu                                                  |
| Gib mer ä Chance            | Baschi                       | Dänu                                                                    |
| No geit's                   | Patent Ochsner               | Ferdinand                                                               |
| Jede Tag u jedi Nacht       | Plüsch                       | Baschti und Murmelis                                                    |
| Das chunnt eus spanisch vor | Maja Brunner                 | Guschti und Martha                                                      |
| Chum gib mer dini Hand      | The Beatles / Florian Ast    | Sabe und Daneli                                                         |
| Sex                         | Florian Ast                  | Murmelis, Sabe und Daneli                                               |
| Ha nur welle wüsse          | Adrian Stern                 | Daneli                                                                  |
| Allei u wit wäg             | Plüsch                       | Heidi (damals)                                                          |
| Gruusig                     | Stiller Has                  | Sabe                                                                    |
| I verabschide mi mau        | Züri West                    | Heidi (heute) und Dänu, Heidi (damals) und Daneli                       |
| Chumm is Engadin            | Trio Eugster                 | Bruno                                                                   |
| Heimweh                     | Plüsch                       | Ensemble                                                                |
| Träne                       | Florian Ast / Francine Jordi | Heidi (heute) und Dänu                                                  |
| Kiosk                       | Polo Hofer                   | Lieberherr und Murmelis                                                 |
| "Gib mir ä Chance"          | Baschi                       | Guschti                                                                 |
| Gret-Medley                 | Traditionell                 | Gret                                                                    |
| Zogä am Bogä                | Traditionell                 | Heidi (damals), Hanspeter, Ferdinand, Sabe, Hene, Bert, Gret            |
| Dr Sohn vom Pfarrer         | Dusty Springfield / Sina     | Heidi (damals)                                                          |
| Giggerig                    | Polo Hofer                   | Sabe und Hanspeter                                                      |
| Keini Träne meh             | Gölä                         | Bruno und Guschti                                                       |
| Niemer im Nüt               | Patent Ochsner               | Heidi (damals) und Daneli                                               |
| Hanspeter                   | Züri West                    | Ferdinand und Hanspeter                                                 |
| I hätt no viu blöder ta     | Gölä                         | Ferdinand                                                               |
| Üse Güggu dä isch tot       | Traditionell                 | Murmelis                                                                |
| I schänke dir mis Härz      | Züri West                    | Daneli                                                                  |
| Hotelsong                   | Patent Ochsner               | Heidi (damals)                                                          |
| Ewigi Liäbi                 | Mash                         | Ensemble                                                                |

## Ensemble
Spielsaison 2007 (Original Cast)
| Name                | Rolle                               |
| ------------------- | ----------------------------------- |
| Christoph Wettstein | Dänu                                |
| Susanna Peter       | Heidi (heute)                       |
| Charli Schluchter   | Herr Lieberherr                     |
| Nathanael Schaer    | Daneli                              |
| Caroline Chevin     | Heidi (damals)                      |
| Eric Hättenschwiler | Ferdinand                           |
| Rolf Sommer         | Hanspeter                           |
| Anikó Donáth:       | Sabe                                |
| Fabio Romano:       | Hene, Murmeli Bruno                 |
| Stephan Lüthy:      | Bert, Bär                           |
| Fabienne Louves     | Gret                                |
| Helmi Sigg          | Martha, Murmelimutter               |
| Midi Gottet         | Baschti, Murmelisohn                |
| Guy Landolt         | Murmeli Guschti, Murmelivater       |
| Roman Fischer       | Cover: Dänu, Herr Lieberherr        |
| Caroline Sommer     | Cover: Heidi (heute), Sabe, Gret    |
| Gregor Altenburger  | Cover: Daneli, Ferdinand, Hanspeter |
| Deborah Handschin   | Cover: Heidi (damals).              |

Spielsaison 2017
| Name                     | Rolle                                                                  |
| ------------------------ | ---------------------------------------------------------------------- |
| Christoph Wettstein      | Dänu                                                                   |
| Monica Quinter           | Heidi (heute)                                                          |
| Marc Dietrich            | Herr Lieberherr (alternierend)                                         |
| Anny Weiler              | Frau Lieberherr (alternierend)                                         |
| Jan Simon Messerli       | Daneli                                                                 |
| Sandra Leon              | Heidi (damals)                                                         |
| Marc Früh                | Ferdinand                                                              |
| Sebastian Muri           | Hanspeter                                                              |
| Sarah Madeleine Kappeler | Sabe                                                                   |
| Gianmarco Rostetter      | Hene, Murmeli Bruno                                                    |
| Yves Ulrich              | Bert, Bär                                                              |
| Tiziana Gulino           | Gret                                                                   |
| Helmi Sigg               | Martha, Murmelimutter                                                  |
| Midi Gottet              | Baschti, Murmelisohn                                                   |
| Gregor Altenburger       | Murmeli Guschti (alternierend), Cover: Murmeli Baschti, Murmeli Martha |
| Roman Fischer            | Murmeli Guschti (alternierend), Cover: Dänu                            |
| Annie-May Mettraux       | Cover: Heidi (damals), Heidi (heute), Sabe, Gret                       |
| Angelo Canonico          | Cover: Daneli, Ferdinand, Hanspeter                                    |
| Remo Traber              | Cover: Hene, Murmeli Bruno, Bert, Bär                                  |